# Rów Helleński
Rów Helleński – rów oceaniczny, znajdujący się na dnie Morza Śródziemnego. Jego głębokość wynosi ponad 5000 m, a długość ponad 700 km.
Zaczyna się na zachód od Peloponezu, ciągnie się na południe od Krety i kończy w pobliżu Rodos. Jest on strefą subdukcji kontynentu afrykańskiego pod europejski. W jej okolicach występują liczne trzęsienia ziemi.